# The Night Watch (chanson)
Cet article concerne la chanson de King Crimson. Pour l'album du même chanteur, voir The Night Watch.
Singles de King Crimson
Atlantic Sampler
(1973) Epitaph/21st Century Schizoid Man
(1976)
The Night Watch est la quatrième chanson de l'album Starless and Bible Black, du groupe King Crimson, dont a été tiré un single, paru en 1974.
La face A, The Night Watch, est un commentaire du tableau (éponyme en anglais) La Ronde de nuit, du peintre Rembrandt. Son introduction a été enregistrée au concert du Concertgebouw d'Amsterdam, le 23 novembre 1973.
Les deux faces du single ont donné leur nom à des lives de King Crimson : The Great Deceiver, sorti en 1992, et The Night Watch, sorti en 1997.

## Titres
1. The Night Watch (Robert Fripp, Richard Palmer-James, John Wetton) - 4:40
2. The Great Deceiver (Robert Fripp, Richard Palmer-James, John Wetton) - 4:03

## Musiciens
- Robert Fripp : guitare, mellotron
- John Wetton : basse, chant
- David Cross : violon, alto, clavier
- Bill Bruford : batterie
- Richard Palmer-James : texte